# Storia della Valle d'Aosta
La Storia della Valle d'Aosta riguarda le vicende storiche relative alla Valle d'Aosta, la più piccola Regione italiana. Molto spesso, per questioni organizzative e amministrative, Aosta viene definita come provincia unica della regione. In realtà, la provincia di Aosta è stata abolita con decreto legislativo il sette settembre 1945. La Valle d'Aosta è una delle quattro prime regioni autonome istituite in Italia nel 1948.
Frontaliera con la Francia e la Svizzera, essa è caratterizzata per il suo particolarismo linguistico. La popolazione parla una lingua galloromanza, definita francoprovenzale, il patois valdostano. La Valle d'Aosta è una regione storicamente del tutto francofona, in particolare a partire dal 1536, anno in cui il Conseil des Commis scelse il francese come lingua di lavoro, ossia tre anni prima che la Francia stessa adottasse tale lingua per gli atti ufficiali (Ordinanza di Villers-Cotterêts). Nel 1532, ad Aosta fu inoltre redatto il primo atto notarile al mondo in francese. Il francese divenne lingua ufficiale della Valle d'Aosta nel 1561 con l'Editto di Rivoli, e l'evoluzione storica ha portato alla recente costituzione di una regione ufficialmente bilingue, dove l'italiano, introdotto nella prima metà del XX secolo in maniera forzata durante il periodo fascista, e il francese godono di uno status di lingue ufficiali paritarie.

## Storia antica
La Valle d'Aosta era abitata dalla popolazione celtica dei Salassi (sono stati rinvenuti comunque megaliti risalenti al 3000 a.C.). Nel 25 a.C. fu conquistata dai Romani dopo una eroica resistenza, che vi fondarono Augusta Prætoria Salassorum, l'odierna Aosta. Importante sotto il profilo militare e strategico per il controllo dei valichi del Piccolo e del Gran San Bernardo.
Altre città furono fondate lungo la valle della Dora Baltea, come Carema (Quadragesima Galliarum, cioè « alla quarantesima pietra miliare della via delle Gallie »), dove si trovava un posto di controllo, Quart (Ad quartum lapidem, cioè « alla quarta pietra miliare »), Chétoz (Ad sextum lapidem, cioè « alla sesta pietra miliare »), Nus (Ad nonum lapidem, cioè « alla nona pietra miliare »), Diémoz (Ad decimum lapidem, cioè « alla decima pietra miliare »), che indicavano la distanza a partire da Aosta. Altri borghi e guarnigioni militari erano Verrès (Vitricium), Châtillon (Castellio), oppure i fundi di Charvensod (Calventianus), Gressan (Gratianus) e Jovençan (Joventianus). I coloni Aymus e Avilius, proprietari del Ponte acquedotto di Pont d'Aël, diedero il nome a Aymavilles (Ayma-villes).
Il popolo dei Salassi potrebbe appartenere alla cultura di Hallstatt, una cultura celtica. Discendono dalla tribù degli Allobrogi; per un aumento intensivo della popolazione, poi, si spinsero verso il Mediterraneo, seguendo l'antica Via del sale, arrivando in Valle d'Aosta, nella zona della Dora Baltea, e nel Canavese nel 1200 a.C.; sovrapponendosi ad altri gruppi etnici già presenti nella regione. Un indicatore dell'origine celtica dei Salassi è dato da alcune parole, quali "berrio" (= pietra) e "bletsé" (= mungere), del patois valdostano.

## Medioevo
In seguito alla caduta dell'Impero romano d'Occidente il popolo Valdostano inizialmente fu sotto il dominio di Odoacre per poi entrare a far parte del Regno ostrogoto sotto re Teodorico. A seguito della guerra gotica la Valle d'Aosta venne annessa alla Prefettura del pretorio d'Italia, infine venne conquistata dalle truppe di Alboino nel 568 divenendo parte del Regno longobardo. Approfittando del periodo d'anarchia seguito alla morte di Clefi, il merovingio Gontrano, re dei Franchi d'Orléans, sconfisse i longobardi, annettendosi Aosta e Susa nel 575. A seguito della conquista del regno longobardo da parte di Carlo Magno nel 774, Aosta e Susa seguirono le sorti del regno d'Italia. Sotto l'Impero carolingio si sviluppò la Via Francigena, percorso di pellegrinaggio dal nord Europa verso Roma, compiuto valicando il colle del Gran San Bernardo. Saint-Rhémy-en-Bosses, Aosta, Pontey e Pont-Saint-Martin sono tappe menzionate da Sigerico di Canterbury nel 990.
Per volontà di Ottone I di Sassonia, che intendeva garantirsi libero accesso al regno d'Italia, nel 972 Aosta venne assegnata a suo cognato Corrado III di Borgogna e rimase parte del regno di Borgogna fino al 1032. Come conseguenza si consolidarono i rapporti politici, economici e commerciali verso l'altro versante delle Alpi. A lungo andare, in Val d'Aosta si diffusero e svilupparono lingue francoprovenzali o Arpitane analoghe a quelle parlate in Savoia, nel Delfinato e nell'attuale Svizzera Romanda.
Nel 1032 divenne contea di Umberto Biancamano e da allora il suo destino fu legato alla dinastia sabauda, che nel 1302 la trasformò in ducato e le concesse sempre ampia autonomia. Rappresentante del conte di Savoia era il balivo che sino al Trecento era chiamato podestà. Il periodo medievale, fino ancora al XIV secolo, vide lo sviluppo di una fitta rete di piccoli ospedali per l'assistenza dei pellegrini, ma anche dei poveri del luogo, in corrispondenza delle vie di comunicazione che percorrevano la valle.
Date le caratteristiche naturali della regione, la nobiltà feudale ebbe a lungo un peso preponderante nella sua storia politica e sociale e i numerosi forti e castelli furono centri di vita politica, economica e culturale, oltre che militare.

## Rinascimento
Nel 1496 viene istituita la dignità di governatore e luogotenente del Ducato di Aosta che fa perdere di importanza il ruolo del balivo. Risale a questo periodo anche la Chronique de la maison de Challant, prima opera storiografica conosciuta sulla Valle d'Aosta, scritta da Pierre Du Bois.
Durante il glorioso 1536, in seguito all'invasione da parte di Francesco I di Francia dei territori di Casa Savoia (tranne che della Valle d'Aosta), fu istituito il Conseil des Commis. L'anno seguente venne firmato un trattato di neutralità tra la Valle d'Aosta e Francesco I di Francia.

## Secoli XVII e XVIII
Nel 1630 la peste colpì pesantemente la popolazione uccidendone due abitanti su tre. Per riuscire a colmare le lacune lasciate dalle numerose morti soprattutto nel mondo agricolo e artigianale, numerosi coloni della Svizzera, della Savoia e dell’Alto Piemonte si stanziarono in Valle e si mescolarono alla popolazione.
Tra la fine del secolo e l'inizio di quello successivo, la Valle d'Aosta fu occupata due volte dalle truppe francesi, nel 1691 e tra il 1704 e il 1706.
Nel 1777, secondo il canonico Pierre-Louis Vescoz, la coltivazione della patata fu introdotta in Valle d'Aosta dal notaio Jean-François Frutaz, che la seminò per la prima volta a Châtillon.
La Chiesa cattolica, presente con un vasto numero di religiosi e di monasteri, ebbe una sensibile influenza tradizionalista e reazionaria sulla popolazione. I Valdostani si ribellarono alle misure imposte dal "Despota illuminato" Carlo Emanuele III di Savoia e dal suo successore il figlio Vittorio Amedeo III, tra le quali vi fu la soppressione del Conseil des Commis. L'antica legislazione che vigeva in Valle d'Aosta fu definitivamente abolita dopo la pubblicazione delle Royales constitutions, a Aosta, il 24 novembre 1770.
Nel corso della Rivoluzione francese, la Valle d'Aosta fu invasa dalle truppe rivoluzionarie francesi nell'aprile 1794. Fu subito occupata e annessa de facto alla Francia nel 1796, quindi de jure nel 1802, quando fu inserita nel dipartimento della Dora, uno dei dipartimenti in cui era stato suddiviso il Piemonte annesso alla Francia e divenuto nel 1802 regione francese denominata Au delà des Alpes.  
La diocesi di Aosta fu soppressa nel 1803 (verrà ricostituita dopo la caduta di Napoleone nel 1817). 
La Valle d'Aosta fu resa nel 1814 al ducato di Savoia di cui seguirà l'evoluzione verso il liberalismo politico nel corso della prima parte del XIX secolo. Con la Fusione perfetta del 1847 anche la Valle d'Aosta entrò a far parte del Regno di Sardegna. Le prime elezioni libere ebbero luogo il 27 aprile 1848 e furono eletti, come rappresentanti della valle al Parlamento Subalpino l'avvocato Jean-Laurent Martinet, il sindaco di Aosta, Maurice Tercinod e il capitano del Genio militare Luigi Federico Menabrea. A quell'epoca le tensioni sociali nella valle si manifestavano tra i conservatori del vescovo André Jourdain e i liberali del canonico Félix Orsières.
Dopo la cessione della Savoia alla Francia del 1860 e la realizzazione dell'Unità d'Italia del 1861, la Valle d'Aosta cercò di conservare le proprie tradizioni e specificità linguistiche e culturali. A partire dal 1880, a causa dell'aumento della natalità, ebbe inizio una forte emigrazione economica, provvisoria o definitiva, verso la Svizzera, la Francia e in seguito anche verso gli Stati Uniti d'America, che proseguì fin verso il 1925.

## Fascismo
Il fascismo cercò di italianizzare la Valle d'Aosta, con la soppressione delle scuole di villaggio locali, le cosiddette écoles de hameau, e con l'instaurazione dell'uso esclusivo della lingua italiana negli uffici (Regio Decreto del 15 ottobre 1925, num. 1796), la soppressione dell'insegnamento della lingua francese (R.D. del 22 novembre 1925, num. 2191), l'italianizzazione dei toponimi valdostani (ordinanza del 22 luglio 1939) e la soppressione dei giornali in lingua francese Le Duché d'Aoste, Le Pays d'Aoste, La Patrie valdôtaine e dell'utilizzo del francese nella stampa. Peraltro, con il Regio Decreto n. 1 del 2 gennaio 1927, riformando le circoscrizioni provinciali, attribuì alla Valle d'Aosta lo status di provincia, elevandola da circondario della provincia di Torino, includendo però nella stessa anche il Canavese italofono (ex circondario di Ivrea).
Nella regione si organizzò una società segreta, chiamata Ligue valdôtaine, fondata dal dottor Anselme Réan, per la difesa dell'utilizzo della lingua arpitana e della nazionalità valdostana. Parallelamente, un'intensa attività partigiana cominciò a instaurarsi e a diffondersi nelle vallate. La resistenza valdostana portò alla dichiarazione di Chivasso, siglata insieme coi rappresentanti delle vallate alpine francoprovenzali limitrofe, per la difesa del particolarismo delle comunità alpine. Un membro della resistenza, il notaio Émile Chanoux, arrestato dalla milizia fascista, morì in prigione la notte tra il 18 e il 19 maggio 1944.

## Regione autonoma

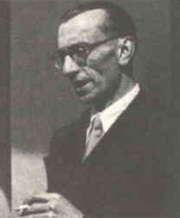
Federico Chabod

Nel 1945, durante la seconda guerra mondiale, la provincia di Aosta e quella di Imperia caddero sotto l'occupazione della Francia, che non fece mistero dei suoi progetti annessionistici: per sbloccare la situazione intervenne personalmente il presidente statunitense Harry Truman che ordinò perentoriamente il ritiro al generale Charles de Gaulle, disposizione che fu poi eseguita, mentre il governo italiano ordinò la soppressione della vecchia provincia di Aosta con decreto legislativo luogotenenziale n°545 del 7 settembre 1945 riaccorpandola alla provincia di Torino.
Diventata circoscrizione autonoma nel 1946, con Federico Chabod primo presidente, ottenne dalla Repubblica Italiana la concessione dello Statuto speciale nel 1948. Economicamente per molti secoli la Valle d'Aosta visse solo di agricoltura e di pastorizia, con la diffusione di piccole proprietà spesso insufficienti alla sussistenza dei contadini e dei pastori, costretti a spostarsi in Francia o in Svizzera per lavori stagionali, o a emigrare definitivamente.
Solo dopo la Seconda guerra mondiale ci fu l'inversione delle tendenze demografiche ed economiche, con uno sviluppo turistico ed industriale che produsse un fenomeno immigratorio. Attualmente la regione, che ha una popolazione di 119 548 abitanti, ha un reddito pro capite tra i più alti in Italia, perlopiù grazie allo sviluppato benessere industriale del nord Italia che trasformò la Valle d'Aosta in una delle mete turistiche preferite.